# Formale Logik
Als formale Logik wird im Allgemeinen eine Logik bezeichnet, die sich mit dem Zusammenhang zwischen der logischen Form von Aussagen und der Gültigkeit von Ableitungs- und Folgerungsbeziehungen zwischen diesen Formen beschäftigt. In einem engeren Sinne werden vor allem Logiken so bezeichnet, die eine formalisierte Darstellung der Aussagen und Schlussfolgerungen verwenden.

## Allgemeines
Neben der Lehre vom Urteil und der in diesen verwendeten Begriffe geht es in der Logik besonders um die Analyse und Konstruktion logischer Schlussfolgerungen, wobei hier formale Aspekte, ohne Bezug auf den semantischen Gehalt der betrachteten Aussagen, im Vordergrund stehen, wie etwa beim sogenannten Modus ponens, der es erlaubt, von der Implikation „aus A folgt B“ und dem Bestehen der Aussage „A“ auf die Richtigkeit von „B“ zu schließen. Derartige Schlussweisen, deren Rechtfertigung und Tragweite, sind Untersuchungsgegenstand der formalen Logik. Diese hat ihre Ursprünge in der Antike und fand durch Aristoteles in der Syllogistik eine bis in die Neuzeit hinein gültige Form, auch wenn es in der Geschichte der Logik wichtige Ergänzungen zu Aristoteles Standpunkt gab. Seit der Algebraisierung der Logik durch George Boole und Gottlob Frege wird unter der formalen Logik vor allem die mathematische Logik verstanden, diese wird als klassische Logik von der vorangehenden traditionellen Logik abgegrenzt. Grundlage für beide war Georg Cantors aufkommende Mengenlehre und die Interpretation von Begriffen als Mengen der Dinge, die unter sie fallen. Die Formale Logik verzweigt jedoch bald in Beweiskalküle, Philosophische Logiken und Nicht-klassische Logiken. Daneben besteht bis heute eine Tradition der Begriffslogik.

## Formalisierte Logik
„Formale Logik“ bezeichnet eine Notation von Schlüssen mittels einer formalen Sprache, die oftmals spezielle Symbole einführt. Dabei wird üblicherweise genau angegeben, wie wohlgeformte Ausdrücke dieser Sprache gebildet werden (Syntax). Bereits die aristotelische Syllogistik ist ein Versuch einer solchen Formalisierung, der als Spezialfall des Schließens in der Prädikatenlogik gesehen werden kann, die wiederum die Aussagenlogik enthält.
Ein Gegenbegriff zur formalisierten Logik ist die informale oder informelle Logik, die nicht formalsprachlich aufbereitete, sondern tatsächlich in natürlicher Sprache geäußerte Argumente in deren faktischem Kontext untersucht. Auch diese Disziplin kann auf Aristoteles zurückgeführt werden, namentlich auf die Darlegung in der Topik und den Sophistischen Widerlegungen.

## Im Gegensatz zu materialer Logik
Immanuel Kant hat den Ausdruck „Formale Logik“ für ein regelgeleitetes Schließen verwendet, das „von allem Inhalt der Verstandeserkenntnis und der Verschiedenheit ihrer Gegenstände“ abstrahiert, also „mit nichts anderem als der bloßen Form des Denkens zu tun“ hat. Davon unterschied er ein Projekt, das er „transzendentale Logik“ nannte und das auch den Inhalt von Aussagen behandelt.
Im Unterschied zu früheren Redeweisen meinen Fachwissenschaftler heute mit dem Wort „Logik“ – wenn keine weitere Qualifikation beigegeben ist – normalerweise eine nicht-materiale bzw. nicht-transzendentale Logik.

## Formale und mathematische Logik
Gottlob Frege entwickelte die formale Logik in seiner Begriffsschrift (1879) bis hin zu einer ersten fast vollständigen Axiomatisierung der Prädikatenlogik, die als Vorbild nachfolgender Axiomatisierungen durch Bertrand Russell (Principia Mathematica) oder David Hilbert (Hilbertprogramm) diente. Alfred Tarski gelang in den 1930ern eine vollständige Abstraktion der nach syntaktischen Regeln erstellten Formeln von ihrer Semantik, indem er durch den Modellbegriff die Interpretationen der Formeln präzisierte und diese deutlich von den Formeln selbst unterschied (siehe Prädikatenlogik erster Stufe). Hier findet sich auch eine konsequente Trennung von Objektsprache und Metasprache. Diese und die Arbeiten Kurt Gödels, die letztlich zum Scheitern des Hilbertprogramms führten, stellen die Grundpfeiler der modernen mathematischen Logik dar.